# Blephilia
Blephilia  é um gênero botânico da família Lamiaceae

## Espécies
Apresenta 30 espécies:
Blephilia alta
Blephilia altilamellata
Blephilia amabilis
Blephilia anceps
Blephilia becki
Blephilia brevifolia
Blephilia brevipes
Blephilia campanulata
Blephilia candida
Blephilia capitata
Blephilia carabiaiana
Blephilia ciliata
Blephilia cinnabarina
Blephilia concolor
Blephilia crispa
Blephilia crispilabia
Blephilia cucullata
Blephilia ecuadorensis
Blephilia edwardsi
Blephilia elegans
Blephilia ensifolia
Blephilia florida
Blephilia godseffiana
Blephilia gracilis
Blephilia greenmaniana
Blephilia heterophyla
Blephilia hirsuta
Blephilia lanceolata
Blephilia lankesteri
Blephilia lepidissima
Blephilia macristhmochila
Blephilia meridana
Blephilia nepetoides
Blephilia pratensis
Blephilia roezlii
Blephilia subnuda

## Nome e referências
Blephilia Raf.